# SystemRescue
SystemRescue è una distribuzione GNU/Linux che parte da un CD-ROM avviabile (Live USB) o da una penna USB, utile per riparare sistemi di computer non avviabili e recuperare dati dopo un crash di sistema. Questo CD è stato creato da un team capeggiato da Francois Dupoux, ed è basato sulla distribuzione Arch Linux.

## Struttura
Il CD è in grado di utilizzare una veste grafica tramite l'operazione Linux framebuffer per programmi come GParted. È basato sulla versione stabile del kernel linux 2.6.27.21 con il supporto a Reiser4. Nonostante sia contenuto su un CD-ROM, ha molte opzioni quali la connessione a Internet tramite un modem ADSL o Ethernet e browser web grafici come Mozilla Firefox.

## Caratteristiche
Il CD contiene molte caratteristiche, tra le quali:
1. GNU Parted e GParted per partizionare dischi e ridimensionare partizioni, compreso FAT32 e NTFS
2. Fdisk per editare la tavola di partizioni del disco
3. PartImage, programma Open-source, basato su Linux/Unix, di creazione immagini del disco che copia solo i settori usati
4. TestDisk per recuperare partizioni perse e PhotoRec per recuperare dati persi
5. Un programma di masterizzazione di CD e DVD
6. Due bootloader
7. Browser Web: Mozilla Firefox, Elinks
8. Midnight Commander
9. Possibilità di archiviare e disarchiviare
10. Programmi del File system: file system create, delete, resize, move
11. Supporto per molti file system, tra cui il pieno accesso lettura/scrittura su NTFS (via Ntfs-3g) come anche su FAT32 e HFS di MacOS
12. Supporto per architettura x86 di Intel e sistemi powerpc, come Macintosh (computer)
13. Capacità di creare dischi avviabili per sistemi operativi
14. Supporto per modificare il registro di Windows e cambio password da Linux
15. È capace di partire col boot da FreeDOS, fare test della memoria, diagnostica dell'hardware ed altri dischi avviabili da un singolo CD
16. Permette di modificare/cancellare le password dal file SAM per windows NT/XP/Vista/seven mediante il comando chntpw

## Masterizzare DVD e backup di sistema
Il CD può anche partire da un DVD personalizzato che abbia quasi 4.6 GB di spazio libero per i file di backup. Questo lo rende buono per memorizzare tutte le informazioni che sono necessarie da un hard disk e poi formattarle. Per masterizzare il DVD, prima si deve masterizzare il file immagine e poi aggiungere tutti i file separati come le cartelle. Ciò non dovrebbe affliggere il normale corso del CD. Poi il CD può essere usato per inserire quei file nell'hard disk usando Midnight Commander.